# Спартасы
Спартасы, до ВОВ Спартесы (укр. Спартаси) — посёлок,
Манченковский поселковый совет,
Харьковский район,
Харьковская область.
Код КОАТУУ — 6325157607. Население по переписи 2001 года составляет 76 (30/46 м/ж) человек.

## Географическое положение
Посёлок Спартасы находится на расстоянии в 1 км от посёлка Травневое и в 2-х км от посёлка Барчаны.
Рядом проходит железная дорога, ближайшая станция Пирогова (1 км).
К посёлку примыкает лесной массив (дуб).

## История
- 1930 — дата основания.
- В 1940 году, перед ВОВ, на хуторе Спартесы были 10 дворов;[1] на хуторе Красные Горбачи были 17 дворов.[2]